# Eurytoma kashiensis
Eurytoma kashiensis är en stekelart som beskrevs av Yin-Xia Liao 1979. Eurytoma kashiensis ingår i släktet Eurytoma och familjen kragglanssteklar. Inga underarter finns listade i Catalogue of Life.